# Matt Grevers
Matt Grevers (n. 26 martie 1985, Lake Forest, Illinois, SUA) este un înotător ce a reprezentat Statele Unite ale Americii, medaliat olimpic. A participat la 2 ediții ale Jocurilor Olimpice (2008, 2012) în care a câștigat 6 medalii de aur și două medalii de argint.